# Kemal Kaçar
Kemal Kaçar (1917 – 2000. június 17.) török politikus és vallási vezető, a szülejmandzsi mozgalom vezetője 1959 és 2000 között.

## Élete
1916-ban vagy 1917-ben született. 1934-ben csatlakozott Süleyman Hilmi Tunahan titkos muszlim csoportjához. Mestere halála után, 1959-ben átvette annak vezetését. Kétszer is Kütahya képviselőjévé választották az Adalet Párt színeiben. A török parlamentben a külügyi bizottság vezetője volt. 2000. június 17-én halt meg.